# 柳湖街道 (郑州市)
柳湖街道是中华人民共和国河南省郑州市中原区下辖的一个街道办事处。

## 行政区划
柳湖街道下辖以下村级行政区划单位：
三王庄村、桐树王村、马庄村、白寨村和庙王村。